# Tres Zapotes

Mapa da zona olmeca, mostrando a localização de Tres Zapotes.

Tres Zapotes é um sítio arqueológico mesoamericano situado nas terras baixas do centro sul da costa do golfo do México, na planície fluvial do rio Papaloapan. Tres Zapotes é por vezes considerado o terceiro sítio olmeca em termos de importância (depois de San Lorenzo e La Venta), apesar da fase olmeca de Tres Zapotes constituir apenas uma fracção da história deste sítio.  A ocupação mais antiga ocorreu aproximadamente ao mesmo tempo que a de La Venta, mas existiu ainda uma ocupação pós-olmeca. O sítio situa-se na aldeia de Tres Zapotes, perto de Santiago Tuxtla, Veracruz, na orla ocidental da Sierra de los Tuxtlas.

## Principais descobertas
A primeira cabeça gigante olmeca foi descoberta em Tres Zapotes por José Melgar em 1862. Até à data, foram encontradas duas, denominadas "Monumento A" e Monumento Q". Mais pequenas que as cabeças gigantes de San Lorenzo, têm cerca de 1.5 metros de altura e datam do período pré-clássico inicial e médio, mas a ocupação do sítio durante este período não é bem conhecida. 
No período pré-clássico tardio e terminal, os arqueólogos crêem que o sítio consistia de quatro núcleos de montículos com 18 metros de altura, os quais cercavam praças, três delas numa área que se estende por mais de 2 quilómetros quadrados. O quarto grupo situa-se 2 quilómetros para noroeste do conjunto principal.
A maior parte das esculturas originárias de Tres Zapotes datam do período pré-clássico tardio a terminal. A semelhança de estilos escultóricos implica a existência de comunicação e continuidade no seio da civilização olmeca. Por exemplo, o "Monumento 2" de Izapa e a Estela D de Tres Zapotes foram encontrados geograficamente separados por 500 km de distância, e no entanto partilham semelhanças artísticas. A mais evidente destas semelhanças é que as duas cenas ocorrem no interior da boca de um jaguar. As semelhanças artísticas levam os arqueólogos a crer que os dois grupos partilhavam a tradição linguística olmeca e que falariam línguas do grupo mixe-zoqueano. Além disto, crê-se que os glifos mixe-zoqueanos conduziram à escrita maia.

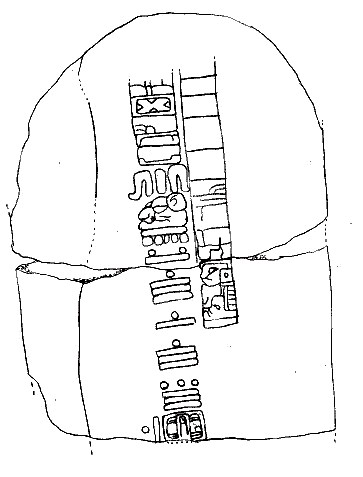
As costas da estela C
As barras e os círculos mostram a data 7.16.6.16.18 na conta longa mesoamericana. Os glifos em redor da data são o que se julga ser um dos poucos exemplares sobreviventes de escrita epi-olmeca.

### Estela C
Em 1939 o arqueólogo Matthew Stirling descobriu a metade inferior da estela C em Tres Zapotes. Esta estela foi esculpida em basalto com um dos lados mostrando um jaguar-homem abstracto. Do outro lado, encontrava-se a mais antiga data em conta longa de estilo maia até então encontrada. Esta data, 7.16.6.16.18, corresponde no calendário actual ao dia 3 de Setembro de 32 a.C., apesar de ter existido alguma controvérsia sobre o baktun (primeiro dígito) inexistente e que Stirling presumiu ser um '7'. Esta presunção foi validada em 1969 quando foi encontrada a metade superior da estela.
Desde 1939, apenas uma data em conta longa mais antiga que a da estela C foi encontrada, na estela 2 de Chiapa de Corzo, Chiapas, com a data 7.16.3.2.13 (36 a.C.).
Nas costas da estela C encontra-se também gravado o que se julga ser um dos poucos exemplares sobreviventes de escrita epi-olmeca.